# Delta-DOR

Principe de fonction du Delta-DOR.

Delta-DOR (acronyme de Delta-Differential One-Way Ranging) est une méthode utilisée pour déterminer avec une grande précision la position d'un engin spatial circulant dans le système solaire en mesurant le décalage temporel du signal radio émis par celui-ci à sa réception par deux stations terriennes éloignées l'une de l'autre.  

## Description

### Mesure traditionnelle
La mesure de la position d'un engin spatial dans le système solaire repose traditionnellement sur deux techniques : la mesure du temps que met un signal radio pour faire l'aller retour entre la sonde spatiale et une station terrestre fournit la distance tandis que le décalage Doppler du signal fournit la vitesse. Ces deux méthodes permettaient par exemple en 2006 d'obtenir une précision de 1 mètre pour la distance et de 0,1 millimètre par seconde pour la vitesse. Mais la position de sonde spatiale dans les deux axes perpendiculaires à la ligne reliant la Terre et la sonde spatiale ne peut être obtenu que de manière indirecte et donc peu précise par le biais du déplacement de la position de la station de réception du fait la rotation de la Terre.

### Technique du Delta-DOR
La technique du Delta-DOR permet de déterminer la position de la sonde spatiale dans les deux autres axes avec une précision nettement améliorée. 
À cet effet le signal radio émis par la sonde spatiale est reçu simultanément par deux stations terrestres éloignées l'une de l'autre (l'éloignement contribue à la précision). Le décalage temporel entre les deux réceptions est mesuré. Ce délai ne dépend théoriquement que des  positions des deux stations et de la sonde spatiale. 
En pratique le temps de réception est affecté par plusieurs sources d'erreur comme les perturbations subies par l'onde radio lors de sa traversée de la troposphère et de l'ionosphère, le plasma solaire et les instabilités de l'horloge utilisée par les stations. Toutes ces erreurs sont corrigées en mesurant simultanément l'émission d'un quasar (leur position est connue avec une très grande précision : 50 milliardièmes de radian) situé dans une direction proche de la sonde spatiale (typiquement écart de moins de 10°). 
Le décalage à la réception du signal radio du quasar est soustrait de l'heure de réception du signal de la sonde spatiale pour obtenir une position débarrassée des sources d'erreur. En effectuant ces mesures une deuxième fois entre deux stations terrestres reliées par une ligne perpendiculaire aux deux premières (en tout trois stations terrestres sont suffisantes du moment que les lignes reliant une des stations avec les deux autres soient perpendiculaires), on peut déterminer la position précise de la sonde spatiale dans les deux axes manquants.
La technique du Delta-DOR est utilisée depuis 1992 par la NASA et l'agence spatiale européenne la met en œuvre depuis 2006.